# Leucauge thomeensis
Leucauge thomeensis är en spindelart som beskrevs av Kraus 1960. Leucauge thomeensis ingår i släktet Leucauge och familjen käkspindlar.
Artens utbredningsområde är São Tomé. Inga underarter finns listade i Catalogue of Life.